# Idaea charitata
Idaea charitata là một loài bướm đêm trong họ Geometridae.